# Marija Antonowna Corsini

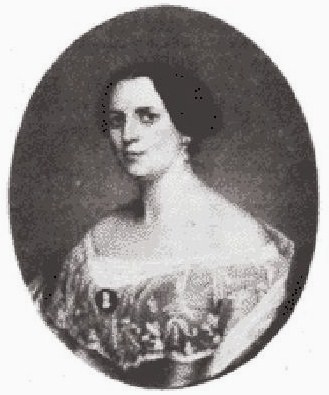
Marija Antonowna Corsini (1840er Jahre)

Marija Antonowna Corsini, geboren Marija Antonowna Bystroglasowa, (russisch Мария Антоновна Корсини, Geburtsname russisch Мария Антоновна Быстроглазова; * 25. Dezember 1814jul. / 6. Januar 1815greg. in Wjatka; † 11. Februarjul. / 23. Februar 1859greg. in St. Petersburg) war eine russische Schriftstellerin und Übersetzerin.

## Leben
Marija Antonowna war die Tochter des Hofrats (7. Rangklasse) A. F. Bystroglasow und Enkelin des Kaufmanns S. J. Maschkowzew. Sie besuchte 1826–1832 das Jekaterininski Institut für adlige Mädchen in St. Petersburg an der Fontanka (gebaut von Giacomo Quarenghi auf Veranlassung Kaiserin Maria Fjodorownas). 1837 heiratete sie in der Kirche des Jekaterininski Instituts den Architekten Geronimo Corsini.
1839–1840 reiste Marija Corsini mit ihrem Mann in Westeuropa. In Paris traf sie Adam Mickiewicz. Nach ihrer Rückkehr nach St. Petersburg führte sie in ihrem Haus den Literarischen Donnerstagabend ein. Zu den Besuchern und Freunden gehörten Pjotr Alexandrowitsch Pletnjow, Wladimir Fjodorowitsch Odojewski und Alexandra Ossipowna Ischimowa, in deren Zeitschriften Corsini veröffentlichte. Corsini übersetzte Sonette von Mickiewicz. Später schrieb sie Artikel für Jugendliche über Erziehungsfragen. Ihr erster Sammelband mit Gedanken und Geschichten über die Jugend erschien 1846. Ihr Hauptwerk wurden ihre Essays über das moderne Leben in 9 Bänden. Jakow Karlowitsch Grot schätzte Corsinis literarische Arbeit wenig und fand ihre Komödien schrecklich.
Corsini hatte einen Sohn Pawel (1839–1896), der an der juristischen Fakultät der Universität St. Petersburg studierte und Förster wurde, und zwei Töchter Jekaterina (1838–1911) und Natalja (1841–nach 1913), die sie nicht in das Jekaterininski-Institut gab, sondern nach ihren eigenen Methoden erzog, so dass sie als erste Frauen Vorlesungen an der Universität St. Petersburg hörten. Jekaterina wurde Künstlerin und heiratete den Literaturhistoriker Pawel Alexandrowitsch Wiskowatow. Natalja wurde Schriftstellerin, beteiligte sich 1861 an Studentenunruhen und heiratete 1863 den Revolutionär Nikolai Issaakowitsch Utin.
Corsini wurde auf dem lutherischen Abschnitt des Wolkowo-Friedhofs begraben. Ihr früherer Lehrer Alexander Wassiljewitsch Nikitenko widmete ihr einen ehrenden Nachruf.